# Горњи Обилић
Горњи Обилић (алб. Kopiliq i Epërm) је насеље у општини Србица, Косово и Метохија, Република Србија. Село историјски и географски припада Дреници. Према попису становништва из 2011. године, село је имало 599 становника, већину становништва чинили су Албанци. Историјски и географски село Которе припада Дреници.

## Историја
Дреничко село, недалеко од Рудиначког потока, удаљено 8 км од Србице, у турском попису Области Вука Бранковића 1455. године уписано је као Горњи Копилић са 39 српских домаћина и попом Степаном. У овом, тада овећем, селу постојала је и црква. Међу уписаним сељанима, поред попа Степана, били су и његови синови: Оливер, Богослав и Божидар. У 1472. године оно има само 23 куће. Према наведеном катастарском попису, наводе се и извесни елементи сеоске привреде из области земљорадње. Ево тих података за Горњи Обилић: принос од пшенице износио је 80 лукана, а на то феудални доходак био је 10 лукана. Принос од јечма и зоби износио је 500 лукана, а феудални доходак на то износио је доходак 70 лукана. Принос од копуџе је износио 480 лукана, а феудалних доходакна то 60 лукана и принос од проса је износио 160 лукана, а феудални доходак од проса био је 20 лукана. Укупан принос од врта је износио 240 акчи, а феудални доходак од тога био је 30 акчи. Принос од лана је износио 160 акчи, а ушур феудални је био 20 акчи. Принос од винограда је износио 200 чабро ва, са 120 чаброва ушура. Принос од кошница пчела је износио 240 акчи, а доходак од тога феудални био је 30 акчи. Принос одједног сезонског млина, износио је 120 акчи, са 15 акчи феудалног доходка. На крају, принос од свиња је износио 400 акчи, на шта је ресум износио 50 акчи. Из тога произилази, да је село гајило 800 свиња.
Према народној традицији село је добило име по Милошу Копилићу Обилићу, који је био родом по народном предању из овог насеља. Наиме, међу Албанцима постоји предање, да је једна девојка из тог села затруднела ванбрачно, те да је родила копиле, по чему се то насеље прозвало Копилић. Потом, то је било веома велико насеље, читава варош, која се протезала од данашњег насеља Горњег Копилића, па све до села Рудника у Метохијском подгору. По другој албанској традицији, Милош Копилић је рођен негде у Метохији, одакле се доселио у ово време, које је потом добило име по њему. Према мишљењу албанолога Љ. Муљаку, име села Копилић у Дреници, дошло је из језика влашких пастира, који су му дали то име. На крају, једна махала у овом селу има назив Шаран. У селу су очувани топоними Арат те Старосела (њиве код Старосела), Крони Кошутан (извор Кошутан), што указује да је у околини било јелена и кошута, и Ара те Главица (њива код Главице). Иако нешто скраћеним именом, ипак подсећа на одгајиваче шафрана по чему је Метохија у средњем веку била веома позната. У турском попису 1455. године, после села Гоњег Копилића–Обилића уписана је и црква Кондил, са Ђуром и четири сељака. У следећим пописима, 1477. и 1487. убележена је као опустела. Народно предање цркву памти као храм Св. Ђорђа. У селу Доњем Обилићу–Копилићу, по турском попису из 1455, било је 45 уписанх домаћина, поп Млад и удовица Јелка. И у Доњем Обилићу је тада постојала црква. И сад у селу постоје албански називи Киша (црква) и Борат те Киша (гробље код цркве). У Горњем Обилићу било је по попису из 1961. године 30 српских домова, а од 1981. године нема ниједног. У Доњем Обилићу од 1971. нема више српских кућа.

## Порекло становништва по родовима
Подаци порекла становништва по родовима из 1936. године:
- Марина (17 кућа), од фиса Гаш. Ово је старински дренички српски род, који води порекло из села Марине, одакле се доселила 1 кућа пре 203 године. Према родовској традицији, овај род је прешао из православља у ислам 1716. године у Марини.
- Метај (1 кућа), од фиса Гаш. Овај је род досељен у Горњи Обилић 1918. године. Старином су из села Сушице, у Метохијском Подгору, одакле су се доселили у Горњи Обилић.
- Кућан (1 кућа), од фиса Гаш. Пре 183 година је досељена 1 кућа из Чубреља (Дреница), старином су из Албаније, одакле су се доселили у Чубрељ пре 210 година. Године 1919. од овог рода одсељене су 2 куће у Косовску Митровицу.
- Штутица (1 кућа), од фиса Гаш. Године 1906. доселила се 1 кућа из дреничког села Штутице, као чифчије, а обделавали су земљу 1/3 за власника од усева, а од воћа и поврћа власник није узимао феудални доходак.
- Јошаница (1 кућа), од фиса Мзез. Године 1811. овај род је досељен из села Јошанице, у Ругови, а обделавали су земљу по чифличком систему, тако што је поседнику имања припадало 1/4 од усева у сноповоима.
- Мујак (2 куће), од фис Кељменди. Овај род је циганског порекла, али временом албанизовало. Досељени су из дреничког села Кладернице и у Горњем Обилићу обделава су земљу као чифчије, дајући поседнику земљишта 1/4 од усева у сноповима. Од воћа и поврћа, он не узима део.

## Становништво
Према статистичким подацима из 1914. године, Горњи Обилић је имао 194 становника. Према статистичком попису из 1921. године, Горњи Обилић је имао становника 197, са 28 домаћинстава.
| Година       | 1914 | 1921 | 1948 | 1953 | 1961 | 1971 | 1981 | 1991 | 2011 |
| ------------ | ---- | ---- | ---- | ---- | ---- | ---- | ---- | ---- | ---- |
| Становништво | 194  | 197  | 263  | 293  | 343  | 405  | 500  | 561  | 599  |

|  |

### Етнички састав становништва
| Етнички састав према попису из 1961.‍ | Етнички састав према попису из 1961.‍ | Етнички састав према попису из 1961.‍ | Етнички састав према попису из 1961.‍ | Етнички састав према попису из 1961.‍ |
| ------------------------------------ | ------------------------------------ | ------------------------------------ | ------------------------------------ | ------------------------------------ |
|                                      |                                      |                                      |                                      |                                      |
| Албанци                              | Албанци                              |                                      | 313                                  | 99,25%                               |
| Срби                                 | Срби                                 |                                      | 30                                   | 8,75%                                |
| Укупно: 343                          |                                      |                                      |                                      |                                      |

| Етнички састав према попису из 1971.‍ | Етнички састав према попису из 1971.‍ | Етнички састав према попису из 1971.‍ | Етнички састав према попису из 1971.‍ | Етнички састав према попису из 1971.‍ |
| ------------------------------------ | ------------------------------------ | ------------------------------------ | ------------------------------------ | ------------------------------------ |
|                                      |                                      |                                      |                                      |                                      |
| Албанци                              | Албанци                              |                                      | 380                                  | 93,83%                               |
| Срби                                 | Срби                                 |                                      | 25                                   | 6,17%                                |
| Укупно: 405                          |                                      |                                      |                                      |                                      |

| Етнички састав према попису из 1981.‍ | Етнички састав према попису из 1981.‍ | Етнички састав према попису из 1981.‍ | Етнички састав према попису из 1981.‍ | Етнички састав према попису из 1981.‍ |
| ------------------------------------ | ------------------------------------ | ------------------------------------ | ------------------------------------ | ------------------------------------ |
|                                      |                                      |                                      |                                      |                                      |
| Албанци                              | Албанци                              |                                      | 500                                  | 100%                                 |
| Укупно: 500                          |                                      |                                      |                                      |                                      |

| Етнички састав према попису из 2011.‍ | Етнички састав према попису из 2011.‍ | Етнички састав према попису из 2011.‍ | Етнички састав према попису из 2011.‍ | Етнички састав према попису из 2011.‍ |
| ------------------------------------ | ------------------------------------ | ------------------------------------ | ------------------------------------ | ------------------------------------ |
|                                      |                                      |                                      |                                      |                                      |
| Албанци                              | Албанци                              |                                      | 597                                  | 99,67%                               |
| Бошњаци                              | Бошњаци                              |                                      | 2                                    | 0,33%                                |
| Укупно: 599                          |                                      |                                      |                                      |                                      |